# Hoplia rufopicta
Hoplia rufopicta är en skalbaggsart som beskrevs av Leon Fairmaire 1889. Hoplia rufopicta ingår i släktet Hoplia och familjen Melolonthidae. Inga underarter finns listade i Catalogue of Life.